# Dipaenae zygaenoides
Dipaenae zygaenoides är en fjärilsart som beskrevs av De Toulgoët 1983. Dipaenae zygaenoides ingår i släktet Dipaenae och familjen björnspinnare. Inga underarter finns listade i Catalogue of Life.